# Der Laden

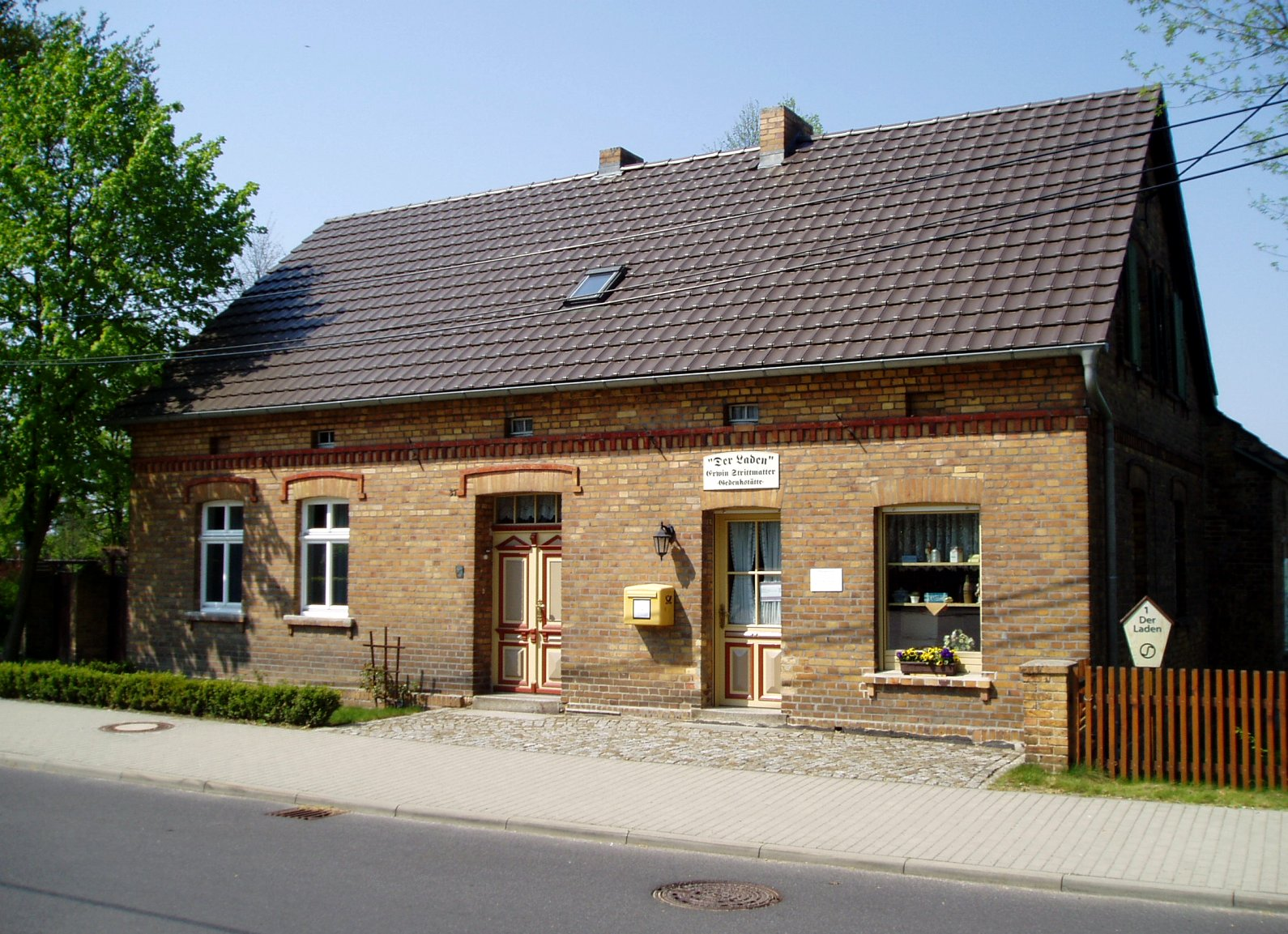
Der Laden in Bohsdorf

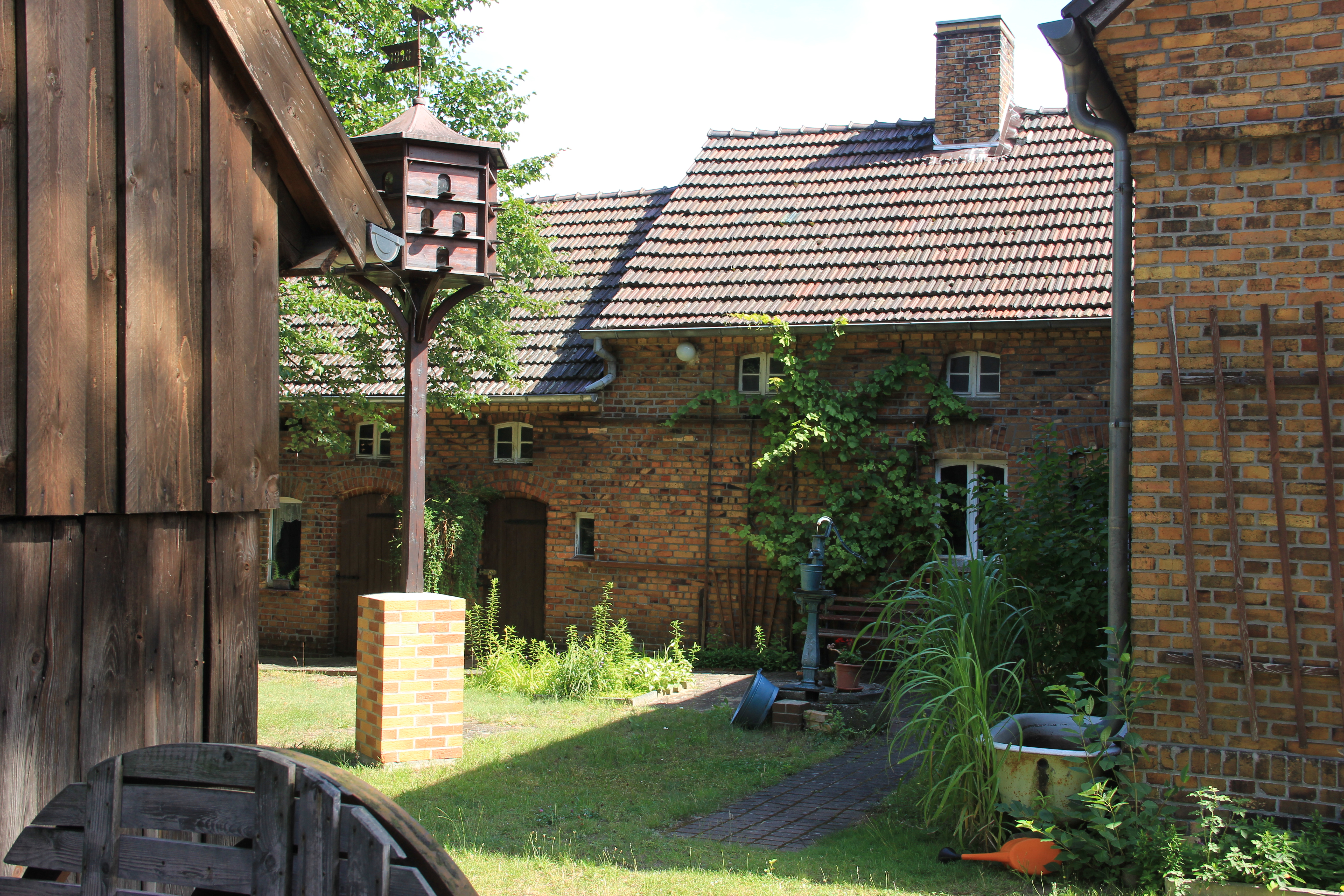
Blick in den Innenhof

Der Laden ist eine Romantrilogie von Erwin Strittmatter, die zwischen 1983 und 1992 erschien. 
Strittmatter schildert das Dorfleben in der Lausitz. Die Trilogie trägt zudem autobiographische Züge und reicht von der Zeit nach dem Ersten Weltkrieg bis zur frühen DDR. Im Mittelpunkt des Romans stehen Esau Matt und seine Familie, die eine Bäckerei mit Kolonialwarenladen in Bossdom (eigentlich Bohsdorf) besitzt und sich mit diesem durch die Zeiten „schlägt“. Bedeutsam ist dabei aus sprachlicher Sicht, dass Strittmatter sowohl Lausitzer Dialekte als auch Versatzstücke des Sorbischen einflicht.

## Handlung
Familie Matt erwirbt eine Bäckerei samt Kolonialwarenladen in Bossdom. Die Kunden dort sind schwierig, und es herrschen Neid und Missgunst vor. Nachdem die Familie sich eingelebt hat, muss Esau zur Schule. Dort quält der Lehrer Rumposch die Schüler mit sinnlosen Gewaltausbrüchen. Als die Einwohnerzahl des Ortes steigt, benötigt man eine eigene Posthalterei, diese übernimmt die Mutter. Trotz der vielen Einnahmequellen geht es ihnen finanziell nicht sehr gut, da weder Mutter noch Vater ein Geschäft führen können. Dies führt oft zu Streit zwischen ihnen, genauso wie die Affäre des Vaters mit der Hausmagd Hanka. Esau wird von seinen Eltern an die „hoche“ Schule nach Grodk (sorbischer Name Sprembergs) geschickt. Er hat eine ausgeprägte Begabung für das Schreiben und möchte schon als kleiner Junge Dichter werden. Eine wichtige Person in seinem Leben ist der Großvater.
Auf dem Gymnasium verliebt er sich in die feine Ilonka Spadi, doch sie trennt sich von ihm, als sich der neue Lehrer, Dr. Apfelkorn, in sie verliebt. Esau verlässt daraufhin traurig die Schule. 
Im 2. Band wird ausführlich das Leben eines pubertären Jungen auf dem Gymnasium geschildert.
Nach seiner Rückkehr aus dem Zweiten Weltkrieg muss Esau feststellen, dass Bossdom von den Russen besetzt ist. Sein Vater muss nun für die sowjetische Armee backen, und seine Schwägerin (Frau seines Bruders) ist nach der Vergewaltigung durch sowjetische Soldaten schwanger. Esau beginnt eine Affäre mit der örtlichen Gemeindeschwester. Nach dem Tod seines Großvaters erhält er einen Brief von seiner „Kriegsliebe“, sie erzählt ihm, dass sie schwanger war und nun ein zweijähriges Kind von ihm hat. Nach ihrer Ankunft in Bossdom heiratet er sie, hat jedoch weiter eine Affäre mit der Gemeindeschwester, bis deren Verlobter zurückkehrt. Seine Mutter stirbt nach der Enteignung, der Vater wird Mitglied der SED und Esau Matt zum Hauptredakteur der Volksstimme. Auch er wird damit Mitglied der SED.

## Ausgaben

### Erstausgaben
- Der Laden. Aufbau, Berlin 1983 (= Teil 1)
- Der Laden. Teil 2. Aufbau, Berlin 1987
- Der Laden. Teil 3. Aufbau, Berlin 1992

### Späteres
- Der Laden. Aufbau, Berlin 1995/97

1. 1995, ISBN 3-351-03006-1.
2. 1996, ISBN 3-351-03007-X.
3. 1997, ISBN 3-351-02358-8.

- Erwin Strittmatter: Der Laden. Der Audio-Verlag, Berlin 2004, ISBN 978-3-898-13294-7 (6 CDs).
- Arno Mohr: Zehn Holzschnitte zu Erich Strittmatters „Der Laden“. Aufbau-Verlag, Berlin 1997, ISBN 3-351-00879-1.

## Verfilmung / Theater
Unter dem gleichnamigen Titel liegt eine Verfilmung aus dem Jahr 1998 vor, die im Vergleich zum Buch gekürzt wurde, da sich die vielfältigen Beziehungen und Handlungen der Dorfbewohner kaum in ein umfassendes filmisches Projekt einbringen lassen. Die poetische Film-Trilogie und ihre Darsteller erhielten mehrere Preise, so den Deutschen Fernsehpreis und 1999 den Adolf-Grimme-Preis.
Durch das Staatstheater Cottbus wurde Der Laden an zwei Abenden (Vorstellungen) in einer Theaterfassung von Holger Teschke, Regiefassung von Mario Holetzeck und Bettina Jantzen, 2012 inszeniert und im Juni 2012 uraufgeführt.